# Burning Bridges (album)
Burning Bridges este al treilea album al trupei suedeze Arch Enemy și a fost lansat în 1999, la casa de discuri Century Media. Este ultimul alături de vocalistul Johan Liiva.
Spre deosebire de primele două, acest album este mult mai dinamic. "Diva Satanica" sau "Silverwing" sunt două din piesele de rezistență.
Pentru piesa "The Immortal" a fost filmat un videoclip.
Site-ul Sputnikmusic i-a acordat albumului nota 3,5/5.

## Lista pieselor de pe album
1. "The Immortal" – 3:43
2. "Dead Inside" – 4:13
3. "Pilgrim" – 4:33
4. "Silverwing" – 4:08
5. "Demonic Science" – 5:23
6. "Seed of Hate" – 4:09
7. "Angelclaw" – 4:06
8. "Burning Bridges" – 5:31
9. "Diva Satanica" (Bonus track) – 3:46
10. "Hydra" (bonustrack, instrumental) – 0:56
11. "Scream of Anger" (bonustrack) − 3:46
12. "Fields of Desolation '99" (bonustrack) – 5:30

### Bonusuri incluse pe digipack-ul în ediție limitată europeană
1. "Diva Satanica" − 3:46
2. "Hydra" − 0:56

"Scream of Anger" și "Fields of Desolation '99" sunt bonusuri care apar pe edițiile tipărite special pentru Japonia și Coreea de Sud.

## Componența trupei
- Johan Liiva - Voce
- Michael Amott - Chitară
- Christopher Amott - Chitară
- Sharlee D'Angelo − Bas
- Daniel Erlandsson − Tobe

### Muzicieni invitați
- Fredrik Nordström − Clape
- Per Wiberg − Pian

## Producția albumului
- Produs de Fredrik Nordström
- Co-produs de Michael Amott
- Aranjament de Fredrik Nordström
- Înregistrare și mixări în decembrie 1999 - ianuarie 1999, la Studioul Fredman

## Versuri
- Siatec.net Siatec - Versuri Burning Bridges Arhivat în 30 ianuarie 2009, la Wayback Machine.
- Darklyrics - Versuri Burning Bridges